# Sibianor turkestanicus
Sibianor turkestanicus là một loài nhện trong họ Salticidae.
Loài này thuộc chi Sibianor. Sibianor turkestanicus được Dmitri Viktorovich Logunov miêu tả năm 2001.